# Coccidula rufa
Espèce
Coccidula rufa, la Coccidule des marais, est une espèce d'insectes coléoptères de la famille des coccinelles.

## Description
Coccidula rufa est une petite coccinelle brun-rougeâtre longue d'environ 3 mm, plus allongée que la plupart des espèces de Coccinellidae, l'adulte est visible en juillet et août.

## Distribution
Pratiquement toute l'Europe, de l'Espagne à la Russie, mais peu abondante.

## Habitat
Elle fréquente les plantes des milieux humides (marais, bords des eaux).

## Nutrition
Comme beaucoup d'autres espèces de coccinelles, elle est aphidiphage tout comme sa larve.